# Lill-Scampi
Lill-Scampi är en kölsegelbåt i klassen kvartstonnare. Båten är ritad av Peter Norlin och är inspirerad av hans första konstruktion Scampi. Från början tillverkades Lill-Scampi av IW-varvet i Henån på Orust, då med officiella modellbeteckningen IW26. Senare övertog ARMA-plast i Norge tillverkningen.